# デッドロック (バンド)

バンドのロゴ

デッドロック (DEADLOCK) は、ドイツ出身のメロディックデスメタル・バンド。
1997年に結成。メンバーは、ヴィーガンで、ストレート・エッジを標榜していた。

## 来歴

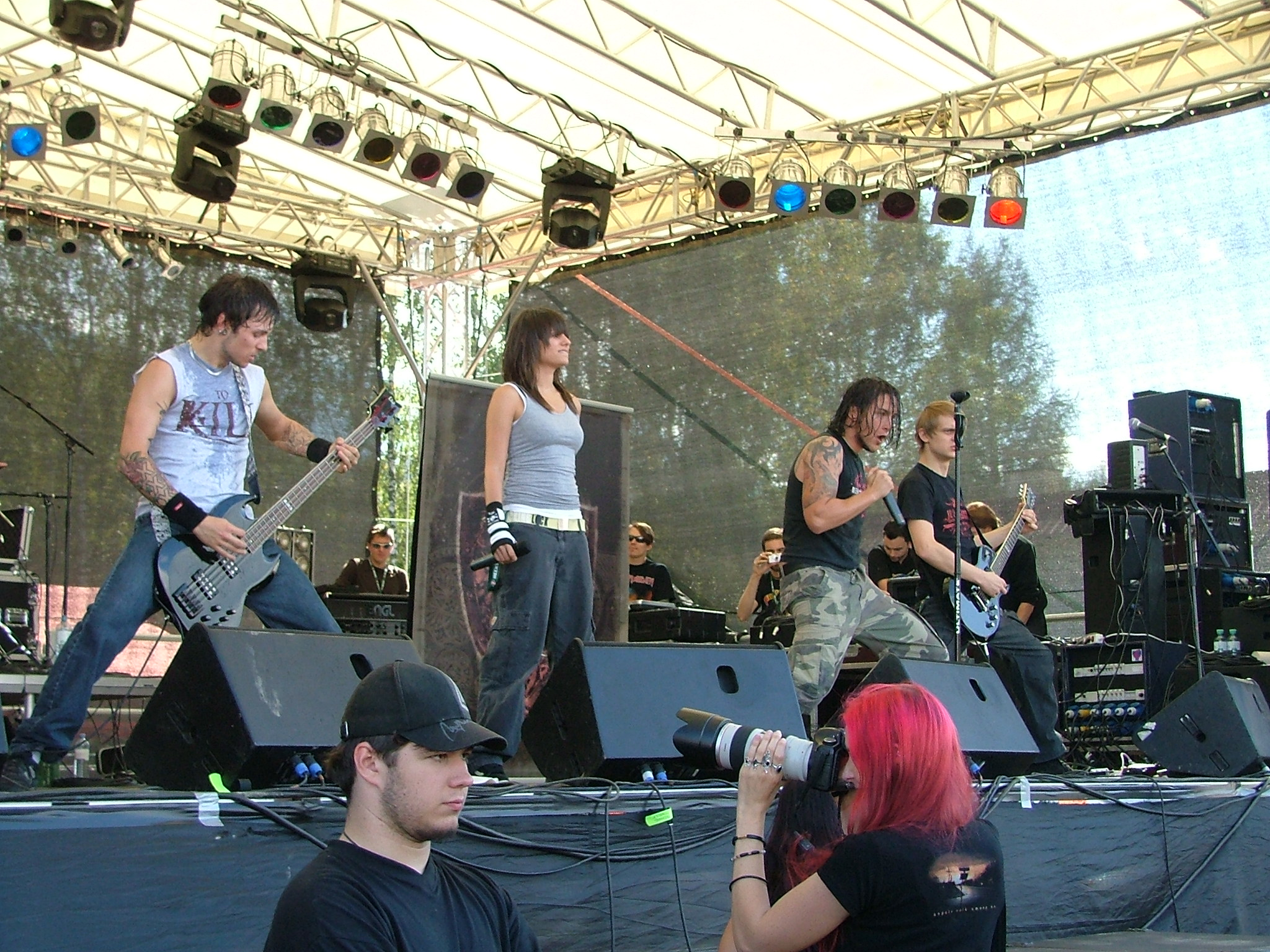
オーストリア・フィンケンシュタイン公演 (2007年9月)

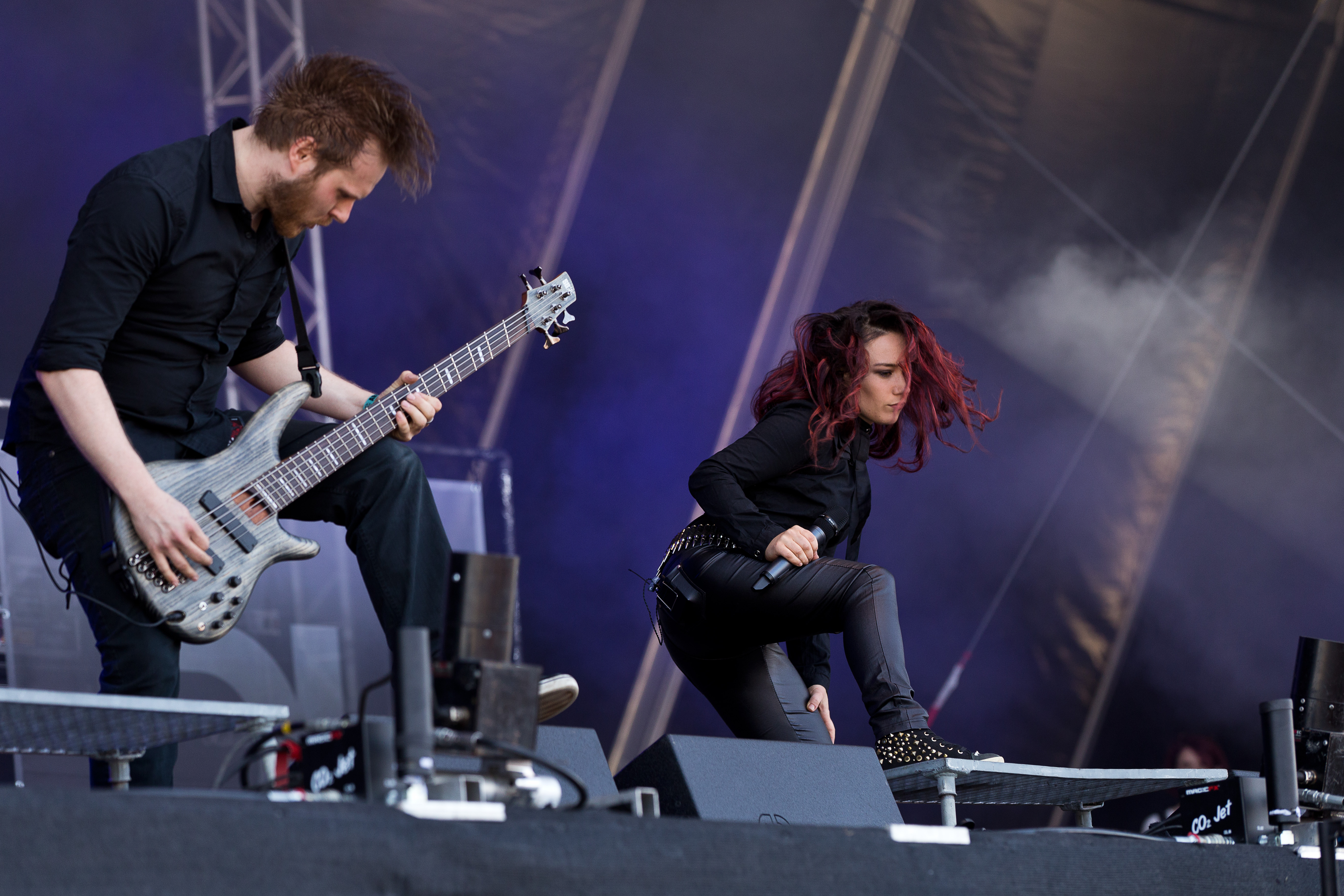
ドイツ・バレンシュテット公演 (2016年7月)

1997年にトビアス・グラフ(Ds)、セバスチャン・レイチェル(G)、ヨハネス・プレム(Vo)、マイク(B)が出会い、バンドのメンバーを集めた。1998年の終わりにベーシストがマイクからハンス・ゲオルク・バートマンに代わり、デッドロックの初期のラインナップが完成する。
1999年に『7" vinyl』を自主制作でリリースした。ウィンター・レコーディングスは、このバンドに将来性があると考え、2000年に『I'll Wake You, When Spring Awakes』をリリースした。
その後、トーマス・グシュベンドナー(G)が加入し、ハンス・ゲオルク・バートマン(B)からトーマス・ハウシュカ(B)にチェンジし、2人の新メンバーが加わる。
2002年にデビュー・フル・アルバム『The Arrival』をリリースした。後に正式メンバーとなるザビーネ・ヴェーニガーは、このアルバムの何曲かでキーボードとクリーン・ヴォーカルを担当していた。
同年、バンドに新メンバーを迎え、『Six Reasons To Kill』をウィンター・レコーディングスよりスプリットCDとしてリリースした。作り込んだオーケストラ・アレンジを加えてサウンドを発展させ、ツイン・ギターのメロディーとキーボードと女性ボーカルを加え、骨太なサウンドを完成させた。
その後トーマス・グシュベンドナー(G)からゲルト・レイメン(G)にチェンジ。
2004年後半、バンドはライフフォース・レコードに移籍した。デッドロックは「このレーベル移籍によってデッドロックの音楽とメッセージは支援され、完璧なパートナーを得た」としている。長期間に及ぶ作曲活動とレコーディング後、2005年6月にアルバムが完成し、3rdアルバム『Earth Revolt』をリリースした。
2007年に4thアルバム『Wolves』をリリース。このアルバムから、ザビーネ・ヴェーニガー(Vo)が正式加入した。このアルバムは、日本でもサウンドホリックからリリースされ、日本デビューを果たした。
2008年に5thアルバム『Manifesto』をリリースした。その後、ベーシストがトーマス・ハウシュカからジョン・ガーレルトに交代している。
2009年、初来日公演を開催。
2011年に6thアルバム『Bizzaro World』をリリース。日本では、アヴァロン・レーベルからのリリースとなった。また、同アルバムからザビーネ・ヴェーニガー(Vo)が、ザビーネ・シェラーと名乗るようになった。同年、11月に結成当初からのメンバーであったヨハネス・プレム(Vo)が脱退。代わりにDeadlockではベーシストとして活動していたジョン・ガーレトがボーカルに転向し、空いたベーシストの枠に今までバンドのローディをしていたフェルディナンド・レヴァイキーが加入した。
2013年2月、ゲルト・レイメン(G)が脱退。その後、フェルディナンド・レヴァイキー(B)がギターに転向した。正式ベーシストは補充されていない。
2014年5月、結成メンバーのトビアス・グラフ(Ds)が脱退し、ヴェルナー・リエドル(Ds)が加入。この交代により、オリジナルメンバーは、セバスチャン・レイチェル(G)のみとなった。同年9月、トビアス・グラフが同年9月2日に癌により死去したことが発表された。
2016年4月、ザビーネ・シェラー(Vo)が脱退し、マルギ―・ゲルリッツ(Vo)が加入した。

## 備考
結成当初は、完全なストレート・エッジバンドにしようと考えたが、その後、度重なるメンバーチェンジで完全なストレート・エッジバンドではなくなった。それでもなお、結成当初からのメンバーは、今でもストレート・エッジを貫いている
メンバーは全員、肉、魚、卵、乳製品を一切食さないヴィーガンである。例えば、動物愛護を背景とした畜産業への批判をモチーフにした曲なども存在し、その思想は歌詞にも表れている。

## メンバー

### 現メンバー
- マルギ―・ゲルリッツ (Margie Gerlitz) - ボーカル (2016- )
- ジョン・ガーレルト (John Gahlert) - ハーシュ・ボーカル（2011- )/ベース（2009-2011)

Fall of Serenityでも活動している。
- セバスチャン・レイチェル (Sebastian Reichl) - リードギター (1997- )
- フェルディナンド・レヴァイキー (Ferdinand Rewicki)  - リズムギター（2013- )/ベース（2011-2013)
- ヴェルナー・リエドル (Werner Riedl) - ドラムス (2014- )

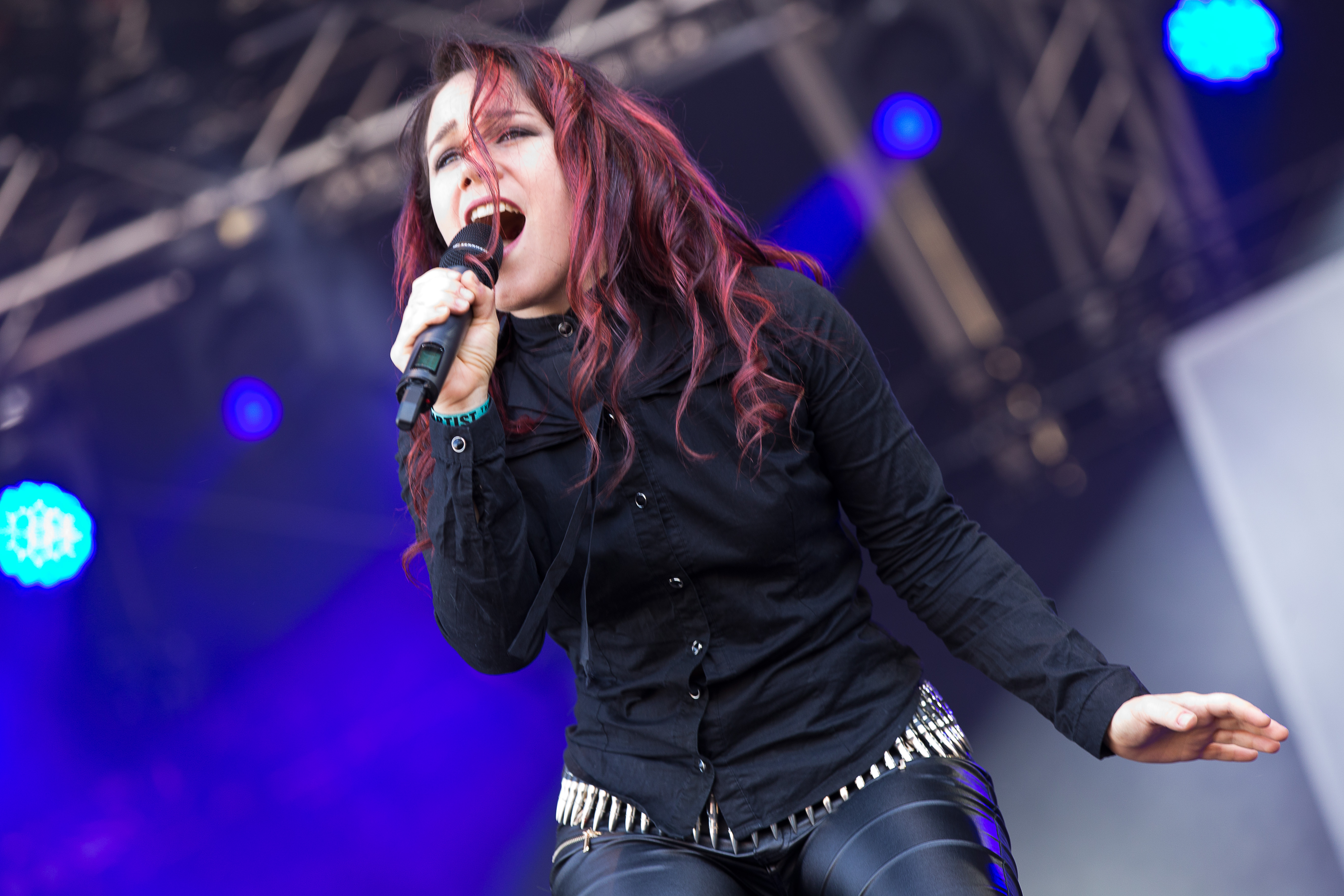
マルギ―・ゲルリッツ(Vo) 2016年
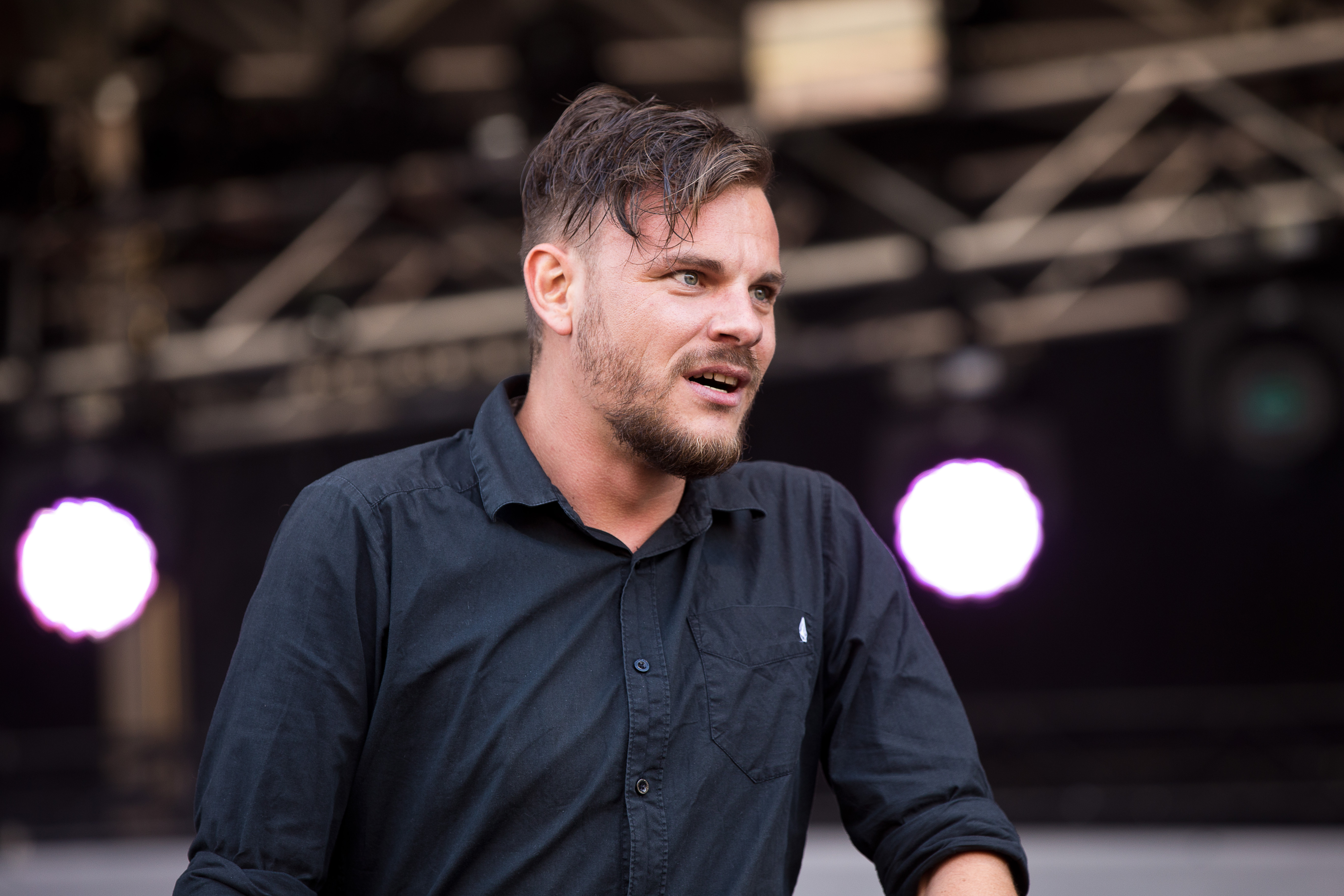
ジョン・ガーレルト(Vo) 2016年
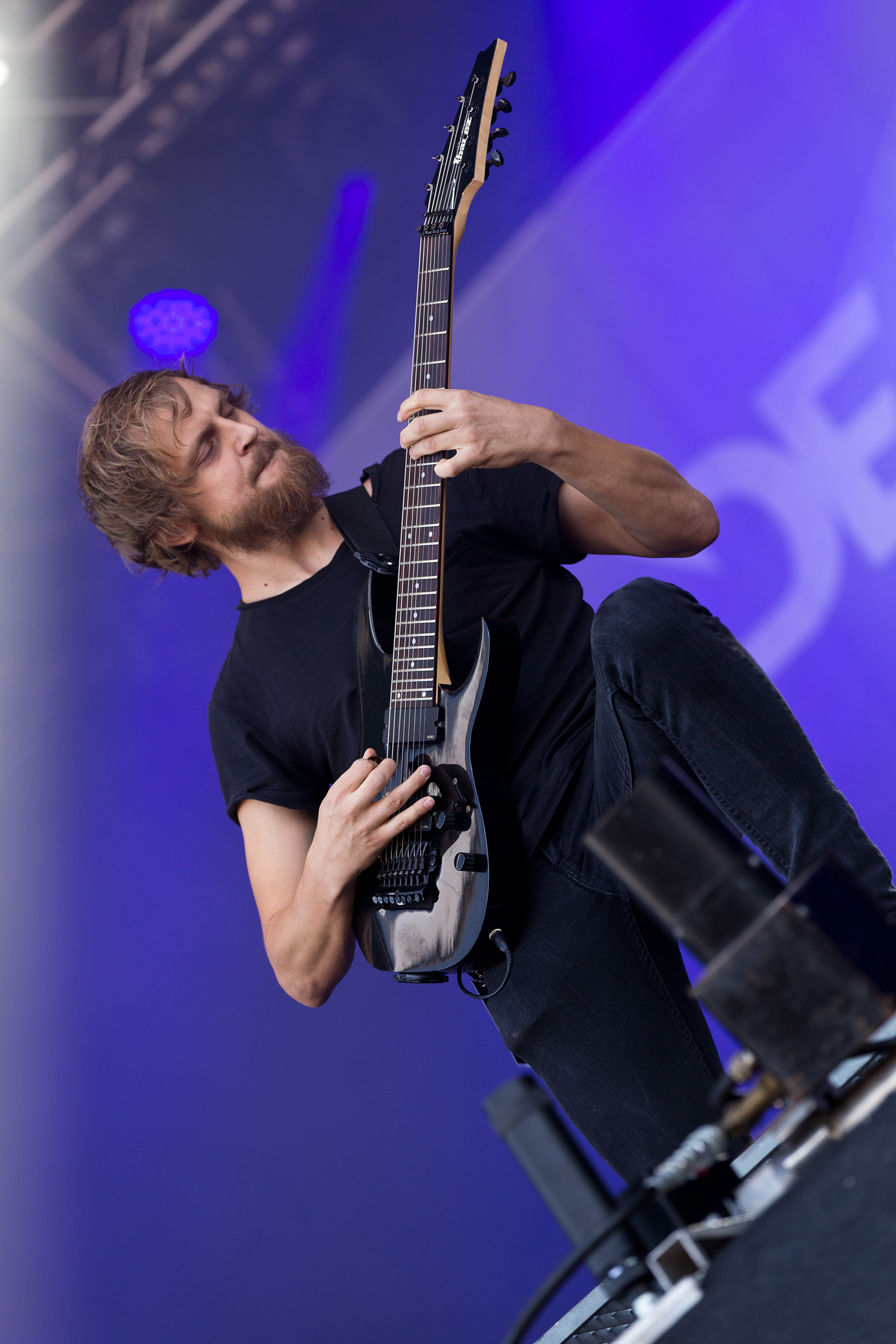
セバスチャン・レイチェル(G) 2016年
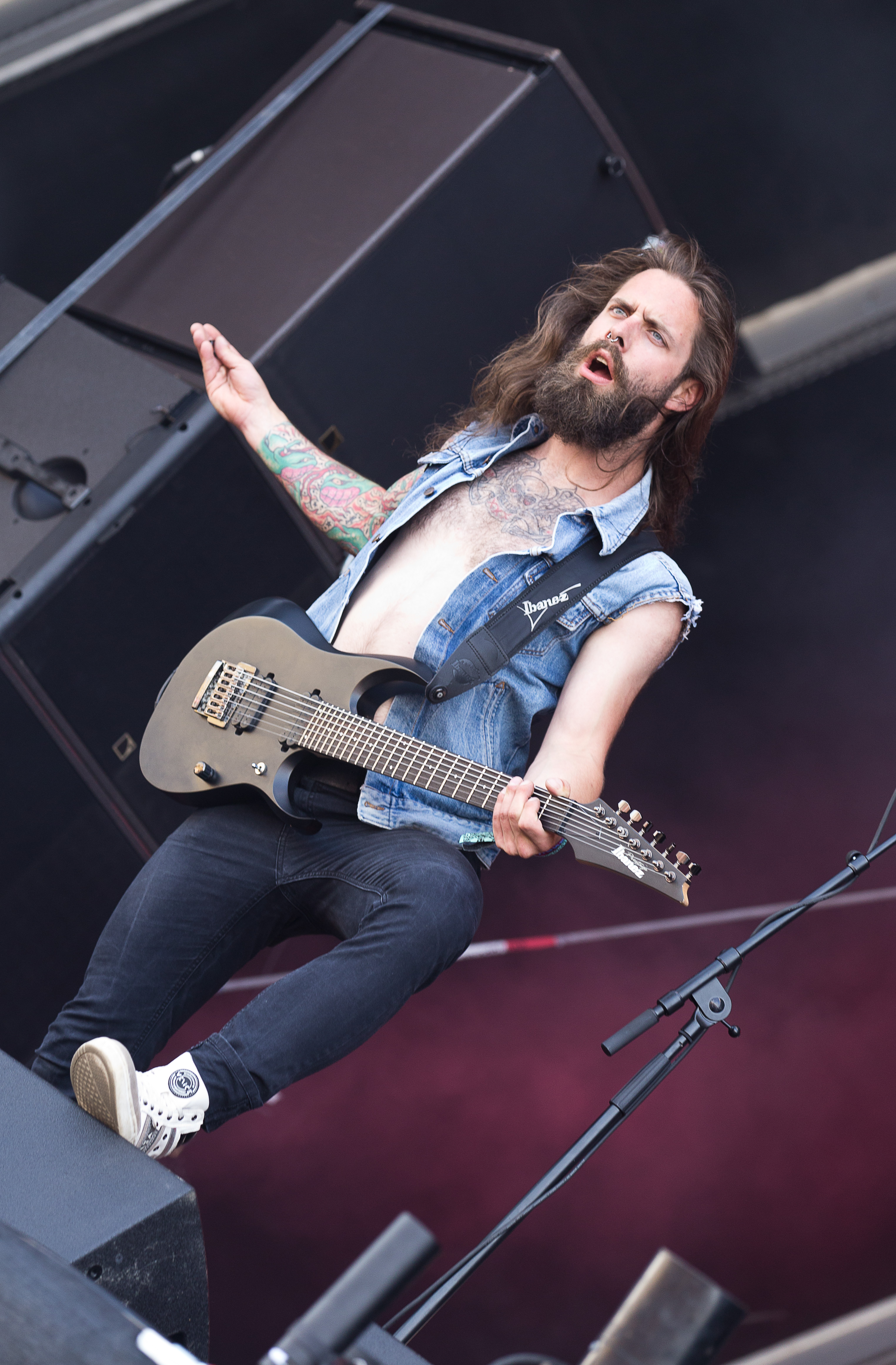
フェルディナンド・レヴァイキー(G) 2016年

### 旧メンバー
- ヨハネス・プレム (Johannes Prem)  - ハーシュ・ボーカル（1997-2011)
- マイク (Mike) - ベース(1997-1999)
- トビアス・グラフ (Tobias Graf) - ドラムス (1997-2014)

脱退間もない2014年9月2日に癌により死去（35歳没）。
- ハンス＝ゲオルク・バートマン (Hans-Georg Bartmann) - ベース (1999-2002)
- トーマス・グシュベンドナー (Thomas Gschwendner) - ギター (2002-2004)
- トーマス・ハウシュカ (Thomas Huschka) - ベース (2002-2008)
- ザビーネ・シェラー (Sabine Scherer) - クリーン・ボーカル (2004-2016)/キーボード (2004)

『Manifest』まではサビーネ・ヴェーニガー  (Sabine Weniger)名義だったが、『Bizzaro World』からサビーネ・シェラー名義になった。
- ゲルト・レイメン (Gert Rymen) - リズムギター (2004-2013)

## ディスコグラフィ

### シングル・EP
- Deadlock (1999年、Single)
- I'll Wake You...When Spring Awakes (2000年、EP)
- Deadlock vs. Six Reasons to Kill (2003年、Six Reasons to Killとのスプリット)

### アルバム
- The Arrival (2002年)
- Earth Revolt (2005年)
- ウルヴス Wolves (2007年)
- マニフェスト Manifesto (2008年)
- ビザロ・ワールド Bizaro World (2011年)
- アーソニスト Arsonist (2013年)